# مو¹ کژدم
مو¹ کژدم یک ستاره است که در صورت فلکی کژدم قرار دارد.